# 小行星5200
小行星5200（英語：5200 Pamal）是一颗围绕太阳公转的小行星。1983年2月11日，愛德華·鮑威爾在可可尼诺县发现了此天体。
这颗小行星的绝对星等为208.9534581165711等。